# Cliff Ellsworth
Cliff Ellsworth (17 april 1993) is een Nederlandse atleet. Zijn specialiteit is de 400 m (met en zonder horden). De atleet is zijn carrière ooit gestart als meerkamper.

## Loopbaan
In juli 2014 werd Ellsworth Nederlands kampioen op de 400 m horden. Hij droeg de titel op aan een overleden vriend.
Ellsworth is lid van AV Lycurgus in Krommenie. 

## Nederlandse kampioenschappen
Outdoor
| Onderdeel    | Jaar |
| ------------ | ---- |
| 400 m horden | 2014 |

## Persoonlijke records
Outdoor
| Onderdeel    | Prestatie | Datum        | Plaats    |
| ------------ | --------- | ------------ | --------- |
| 100 m        | 11,25 s   | 9 mei 2013   | Vught     |
| 150 m        | 17,16 s   | 28 juni 2014 | Lisse     |
| 200 m        | 22,51 s   | 30 juni 2014 | Lier      |
| 400 m        | 48,15 s   | 30 juni 2014 | Breda     |
| 800 m        | 1.56,99 m | 15 mei 2011  | Santpoort |
| 400 m horden | 51,79 s   | 5 juli 2014  | Oordegem  |

Indoor
| Onderdeel | Prestatie | Datum            | Plaats    |
| --------- | --------- | ---------------- | --------- |
| 60 m      | 7,24 s    | 13 januari 2013  | Amsterdam |
| 400 m     | 48,46 s   | 21 februari 2015 | Apeldoorn |
| 800 m     | 1.56,26 s | 30 januari 2016  | Apeldoorn |

## Palmares

### 400 m horden
- 2013: DQ NK
- 2014:  NK - 52,32 s
- 2016: 5e NK - 52,58 s